# Église Saint-Alphonse de Thetford Mines
L'église Saint-Alphonse est une église de confession catholique romaine située à Thetford Mines au Québec (Canada). De style néo-roman, elle a été construite en 1907. 

## Histoire
Thetford Mines a été fondée en 1876, après la découverte d'un gisement d'amiante (plus précisément chrysotile) par Joseph Fecteau. D'abord connue sous le nom de Kingsville, elle fut renommée Thetford Mines en 1905. 

## Description
Située au centre-ville de Thetford Mines, sur la rue Notre-Dame, elle est une des plus grandes églises du diocèse de Québec; un édifice de grande valeur patrimoniale avec trois jubés, sa chaire, ses statues et tableaux. Sa capacité est de 1128 places au premier plancher et de 948 dans les jubés, pour un total de 2076 places.

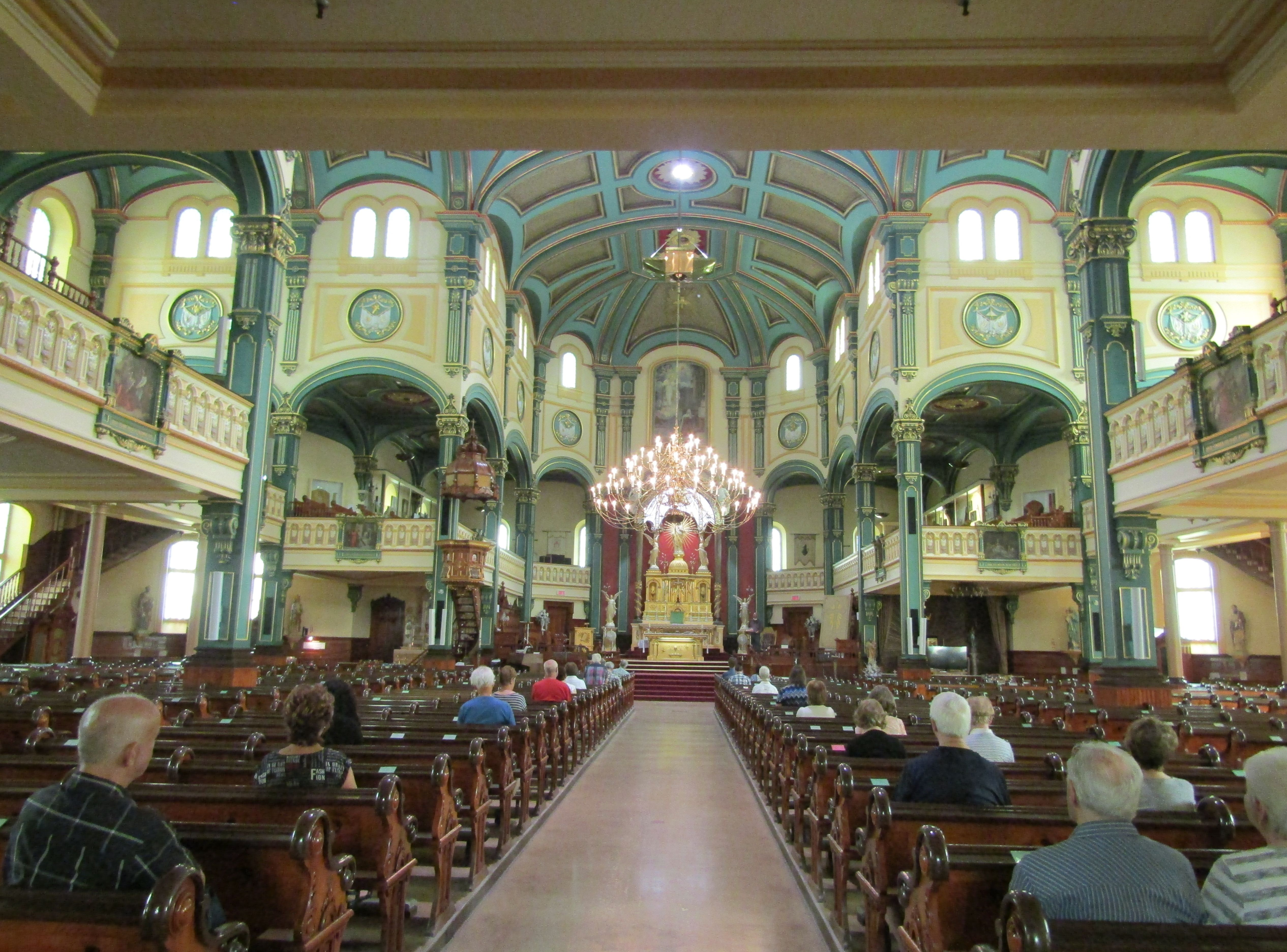
Intérieur de l'Église
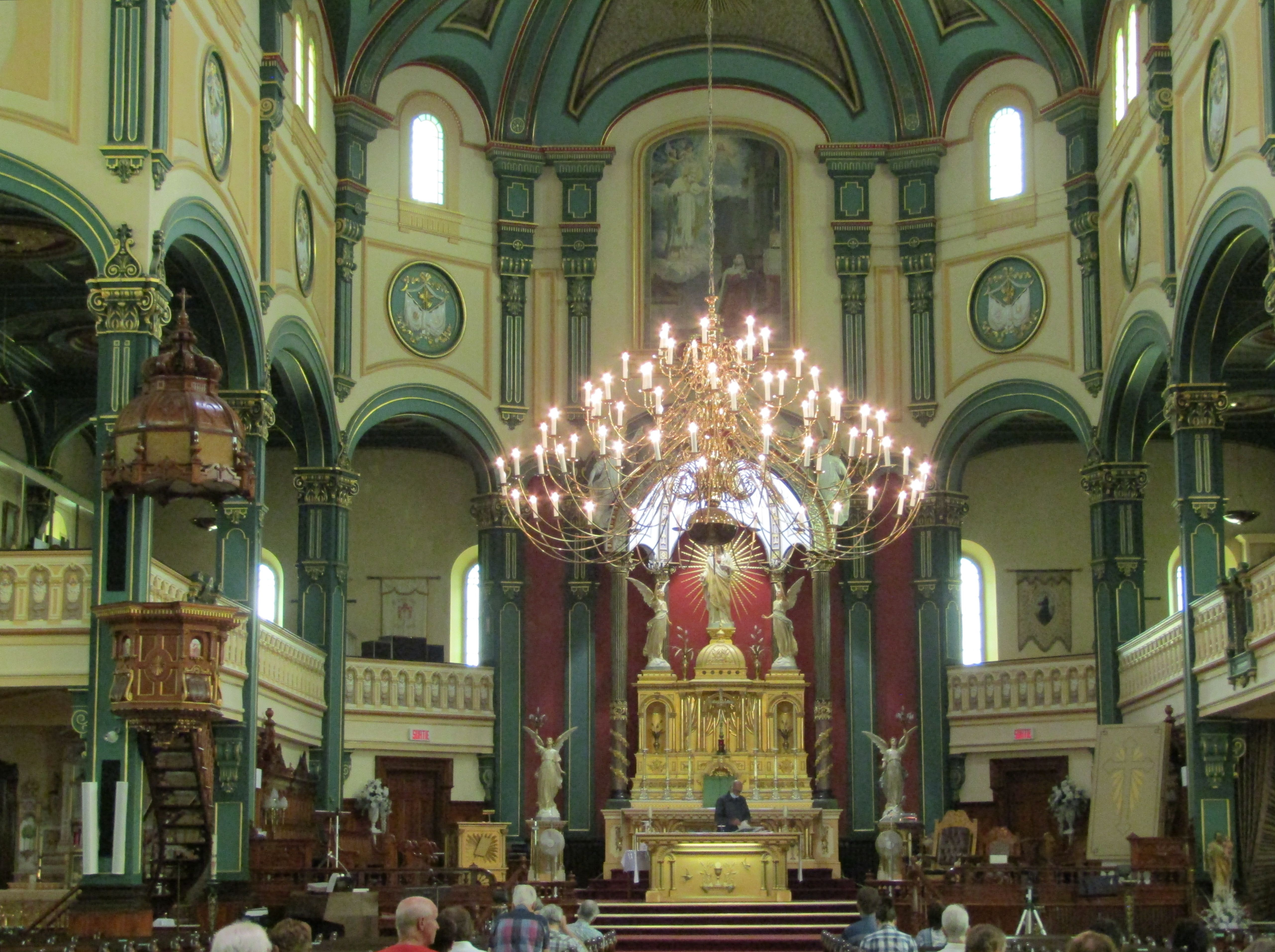
Intérieur
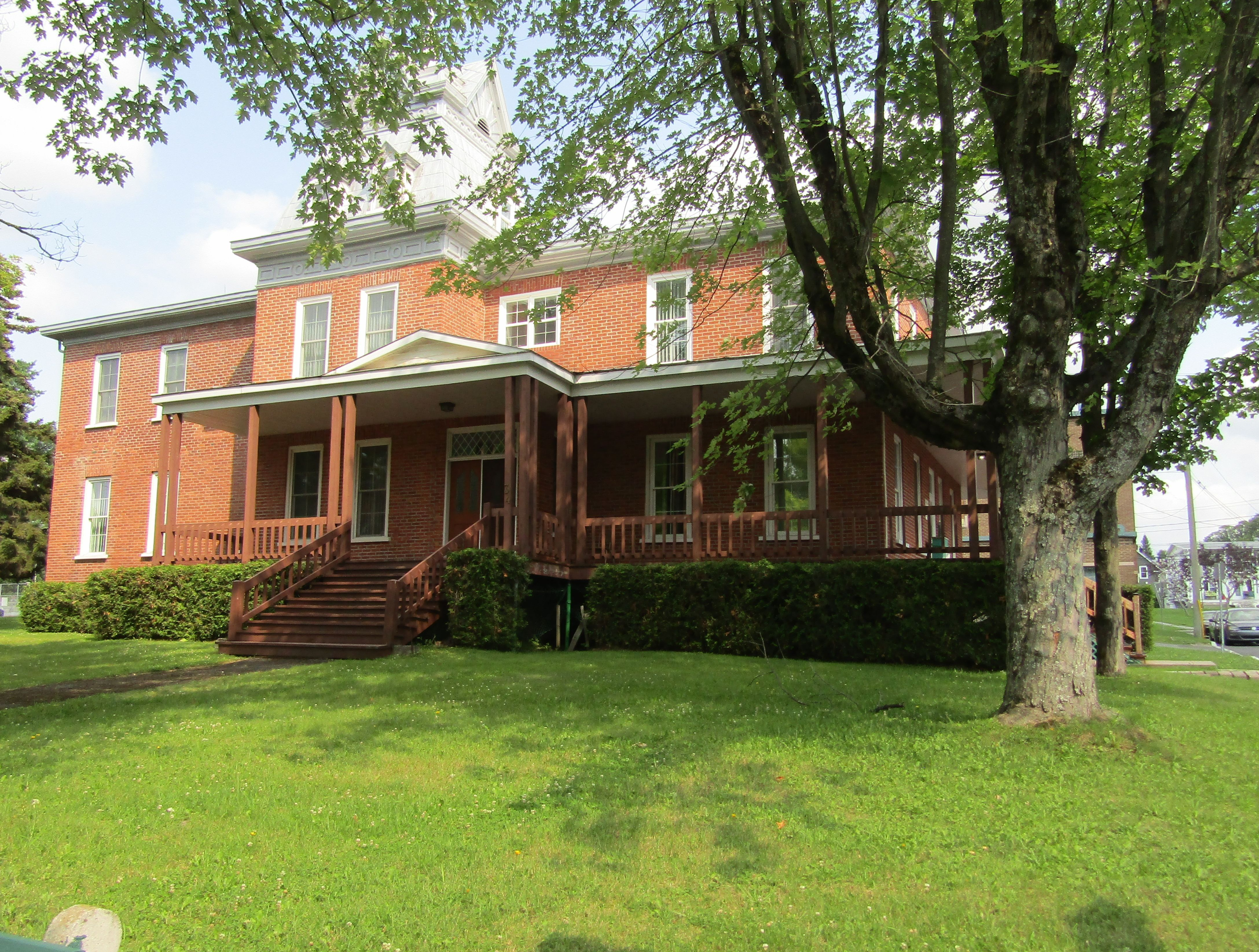
Presbytère Saint-Alphonse